# Tunnbröd

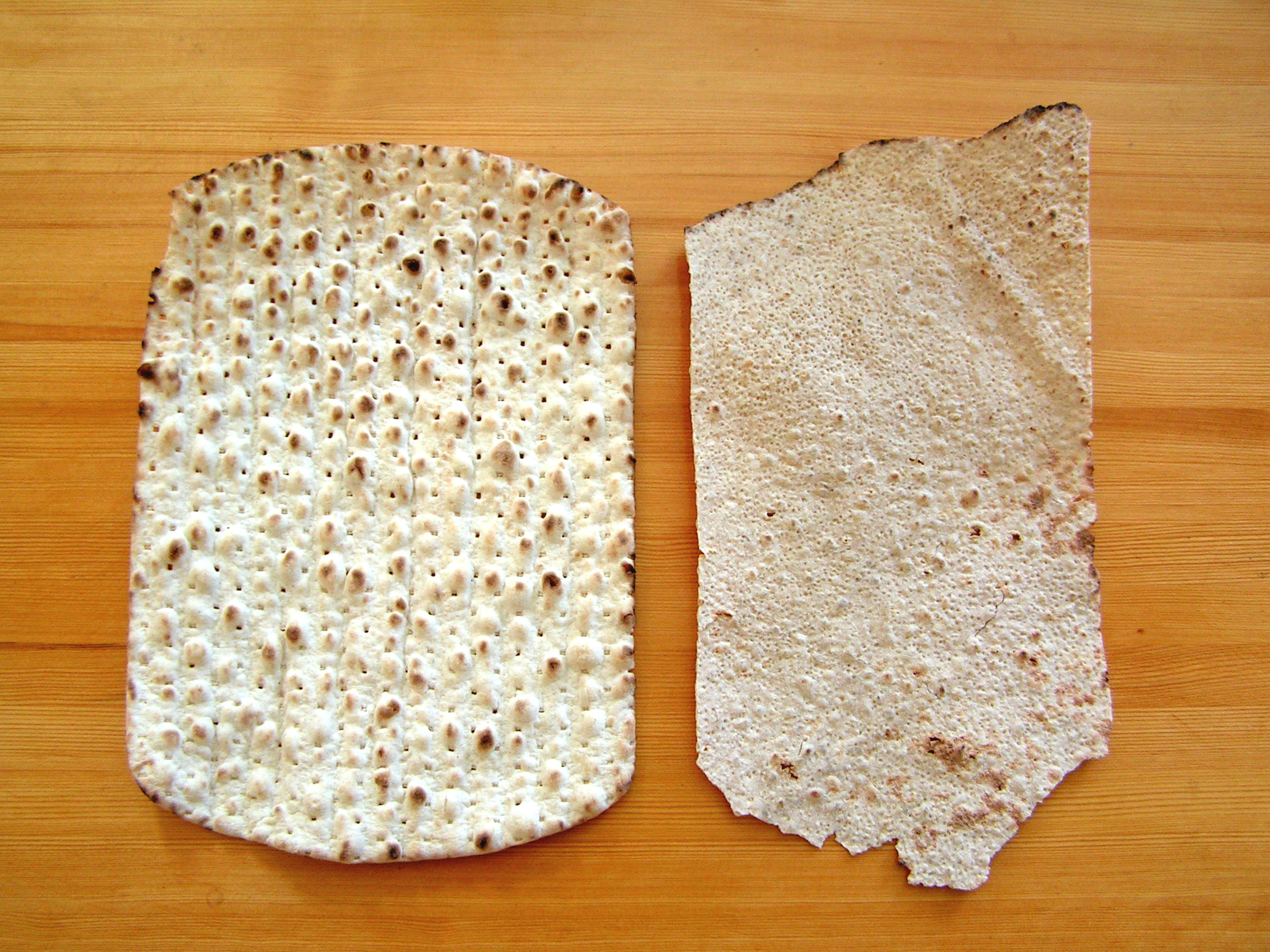
Dos variedades de tunnbröd sueco: a la izquierda la versión moderna que contiene centeno, trigo y levadura, y a la derecha la tradicional hecha con leche y cebada.

El tunnbröd es un pan popular en la gastronomía del norte de Suecia a base de harinas de trigo candeal, centeno y cebada. Puede ser crujiente o blando y tiene la apariencia de un crepe.
El nombre puede traducirse como pan delgado. Es el pan preferido para acompañar el surströmming (arenque (Clupea harengus) fermentado), así como otros platos de la cocina sueca.
La versión crujiente se hace de una masa más delgada y se le agrega hinojo y anís para aromatizarlo.

## Ingredientes
La masa se prepara en proporciones relativamente iguales con leche y las harinas indicadas al comienzo. Además, como leudante se usa levadura y hjorthornssalt (sal de cuerno de ciervo), producto industrial basado en bicarbonato de amonio.

## Preparación
Se amasa y se adelgaza con un rodillo de cocina, se corta la masa en discos o rectángulos y se le da un último repaso con un rodillo de cocina de superficie irregular para darle su apariencia típica. Se hornea 4 a 5 minutos a 250 °C y se deja enfriar sobre una rejilla.
- Datos: Q255048
- Multimedia: Tunnbröd sandwiches / Q255048